# Veľké Revištia
Veľké Revištia (em húngaro: Felsőrőcse) é um município da Eslováquia, situado no distrito de Sobrance, na região de Košice. Tem 10,19 km² de área e sua população em 2018 foi estimada em 522 habitantes.

## Demografia
| Ano:        | 1994 | 2004   | 2014   | 2024   |
| ----------- | ---- | ------ | ------ | ------ |
| Broj ljudi: | 575  | 536    | 522    | 493    |
| Razlika:    |      | -6,78% | -2,61% | -5,55% |

| Ano:               | 2023 | 2024   |
| ------------------ | ---- | ------ |
| Número de pessoas: | 487  | 493    |
| Diferença:         |      | +1,23% |